# Vilaiete de Vã
O Vilaiete de Vã (em turco otomano: ولايت وان; romaniz.: Vilâyet-i Van; em armênio: Վանի վիլայեթ; romaniz.: Vani vilayet) foi uma divisão administrativa de primeiro nível (vilaiete) do Império Otomano. No início do século XX, teria uma população de cerca de 400 mil habitantes e uma área de 15 mil milhas quadradas (39 mil quilômetros quadrados).

## História
Em 1875, o eialete de Erzurum foi dividido em seis vilaietes: Erzurum, Vã, Cacari, Bitlisse, Cozate (Dersim) e Carse-Chelder. Em 1888, por uma ordem imperial, Cacari foi unido ao vilaiete de Vã, e Cozate a Mamuretulaziz. Durante a campanha do Cáucaso da Primeira Guerra Mundial, os russos planejaram invadir a província após o colapso da ofensiva do exército otomano na Rússia. A ameaça de invasão levou o Comitê de União e Progresso a iniciar o genocídio armênio por medo de que os armênios em Vã apoiassem o exército russo do Cáucaso.

## Demografia
No início do século XX, o vilaiete de Vã teria uma área de 15 440 milhas quadradas (40 mil quilômetros quadrados), enquanto os resultados preliminares do primeiro censo otomano de 1885 (publicado em 1908) deram a população de 376 297. A precisão dos números populacionais varia de "aproximados" a "meramente conjecturais", dependendo da região de onde foram coletados. De acordo com o patriarca armênio de Constantinopla, as estimativas corrigidas à província de Vã (incluindo mulheres e crianças) foram: 313 mil muçulmanos, 130 mil armênios e 65 mil outros, incluindo Assírios.

## Divisões administrativas
Sanjacos do vilaiete:
- Sanjaco de Vã (Vã, Erjixe, Chataque, Adiljevaz, Guevaxe)
- Sanjaco de Cacari (Bascale, Cacari, Ozalpe, Xemedinli, Iucsecova, Gurpenar)

## Economia
Historicamente, o vilaiete de Vã produzia painço. Seu centro econômico era a cidade de Vã. Também era um grande produtor de vinho, mas tanto o vinho quanto o conhaque eram feitos em pequenas quantidades. O vilaiete produzia linho e cânhamo e tinha uma grande indústria de pastoreio de ovelhas. Em 1906, havia mais de 3 milhões de ovelhas. Em 1920, esses números foram reduzidos. A apicultura era feita por camponeses, com mel congelado e vendido. A área também produzia carvão, chumbo, cobre e bórax, auripigmento, gás, granito, cal, giz, gesso, ouro e sal.